# Пикулов, Иван Осипович
Иван Осипович Пикулов (1892, Холм, Псковская губерния — 1971) — директор Алтайской МТС Алтайского района Алтайского края. Герой Социалистического Труда (1949).

## Биография
Родился в 1892 году в рабочей семье в городе Холм Псковской губернии. Подростком трудился на местном кирпичном заводе. В 1912 году был призван в армию. После Октябрьской Революции отправился на Алтай в село Усть-Чарышская Пристань, где проживала его семья. Участвовал в Гражданской войне в составе партизанского отряда Смирнова. Участвовал в установлении советской власти на Алтае. С 1924 года трудился в сельскохозяйственной артели в селе Озёрное Усть-Пристанского района. В 1928 году избран председателем колхоза «Новая жизнь» Усть-Пристанского района. В 1932 году вступил в ВКП(б).
После окончания в 1935 году курсов директоров МТС в Новосибирске назначен директором Алтайской МТС, которая была в то время единственным механизированным предприятием в Алтайском районе. За время его руководства Алтайская МТС стала передовым предприятием Алтайского района. В 1948 году Алтайская МТС собрала на полях обслуживаемых колхозов в среднем по 21,3 центнеров пшеницы с площади 398,4 гектаров и по 20,4 центнеров ржи на площади 646,2 гектаров.
Указом Президиума Верховного Совета СССР от 20 мая 1949 года за получение высоких урожаев пшеницы и ржи при выполнении колхозом обязательных поставок и контрактации по всем видам сельскохозяйственной продукции, натуроплаты за работу МТС в 1948 году и обеспеченности семенами зерновых культур для весеннего сева 1949 года удостоен звания Героя Социалистического Труда с вручением ордена Ленина и золотой медали «Серп и Молот».
В 1956 году из-за серьёзной болезни оставил работу.
Скончался в 1971 году.

## Награды
- Герой Социалистического Труда — указом Президиума Верховного Совета СССР от 20 мая 1949 года
- Орден Ленина — дважды
- Орден «Знак Почёта»
- Медаль «За освоение целинных земель»